# ملعب البلاستيك
ملعب البلاستيك هو ملعب متعدد الاستخدامات يقع في مدينة شبرا الخيمة في مصر. وهو يستخدم غالبا في مباريات كرة القدم حيث يستضيف مباريات العودة لنادي إنبي. ويتسع الملعب لحوالى من 10,000 متفرج.